# Reyssouze (fiume)
La Reyssouze è un fiume francese che scorre nel dipartimento dell'Ain, regione Alvernia-Rodano-Alpi. È un affluente alla riva sinistra della Saona, dunque un subaffluente del Rodano.

## Geografia
La Reyssouze nasce da una sorgente carsica a Journans (Cantone di Pont-d'Ain) ai piedi del Revermont (massiccio del Giura) e serpeggia nel sud della piana di Bresse. Il suo corso è orientato subito verso nord, poi verso ovest. Essa attraversa Bourg-en-Bresse e confluisce nella Saona al confine fra i comuni di Reyssouze e Pont-de-Vaux dopo un percorso di 75,1 km.

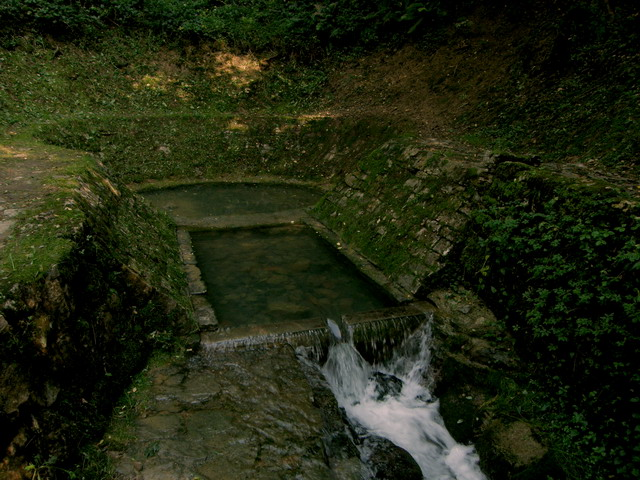
La sorgente della Reyssouze a Journans.

### Comuni attraversati
La Reyssouze attraversa ventidue comuni: Attignat, Bresse Vallons, Bourg-en-Bresse, Chavannes-sur-Reyssouze, Foissiat, Gorrevod, Jayat, Journans, Lescheroux, Malafretaz, Mantenay-Montlin, Montagnat, Montrevel-en-Bresse, Pont-de-Vaux, Reyssouze, Saint-Bénigne, Saint-Étienne-sur-Reyssouze, Saint-Jean-sur-Reyssouze, Saint-Julien-sur-Reyssouze, Servignat, Tossiat e Viriat.

### Toponimi
La Reyssouze ha dato il suo idronimo ai sei comuni seguenti di Chavannes-sur-Reyssouze, Cras-sur-Reyssouze, Reyssouze, Saint-Étienne-sur-Reyssouze, Saint-Jean-sur-Reyssouze, Saint-Julien-sur-Reyssouze.

### Bacino idrografico
La Reyssouze drena un bacino idrografico di 495 km² situato essenzialmente sulla Bresse, ma anche su una parte dei contrafforti della montagna del Giura (Revermont) e una piccola zona sulla Dombes, qualche laghetto che apporta il proprio tributo al fiume.

### Organismo gestionale
L'organismo gestionale è il Sindacato del bacino idrografico della Reyssouze (SBVR).

## Affluenti
Gli affluenti sono numerosi ma brevi e la loro portata non fa che acqua di torrenti; solo la Vallière ha diritto alla denominazione di fiume, sulla carta dell'IGN.
I principali affluenti della Reyssouze sono
(rd = riva destra; rs=riva sinistra):
- la Vallière 6 km, di numero di Strahler due.
- il Dévorah (rd), 3 km, di numero di Strahler due.
- il Jugnon (rd), 17 km, di numero di Strahler due.
- il Salençon, 13 km, di numero di Strahler due.
- il Bief de la Gravière (rd), 8 km, di numero di Strahler tre.
- la Leschère (rs), 16 km, di numero di Strahler quattro.
- il Reyssouzet (rs), 23 km, di numero di Strahler tre.
- il Bief de l'Enfer (rs), 12 km, di numero di Strahler uno.
- il Bief de Rollin (rs), 18 km, di numero di Strahler due.
- il Bief d'Augiors o d'Augior (rs), 8 km, di numero di Strahler due.

### Numero di Strahler
Il suo numero di Strahler è di cinque grazie alla Leschère.

## Idrologia
La Reyssouze è un fiume abbastanza regolare e mediamente abbondante.

### La Reyssouze a Bourg-en-Bresse
La sua portata è stata osservata per un periodo di 26 anni (1983-2008), a Bourg-en-Bresse, capoluogo del dipartimento dell'Ain dopo una quindicina di chilometri. La superficie così studiata è di 130 km², un quarto del bacino idrografico del fiume.
Il modulo del fiume a Bourg-en-Bresse è di 1,41 m³/s.
La Reyssouze presenta delle fluttuazioni stagionali di portata poco marcate. I periodi di piena sono invernali e primaverili e si caratterizzano per portate mensili medie che vanno da 1,69 a 2,1 m³/s, da novembre a maggio incluso (con due massimi poco netti, in febbraio e poi in aprile). A partire dal mese di giugno, la portata si abbassa notevolmente fino ai periodi di magra estivi che si verificano da luglio a settembre incluso, comportando una magra della portata mensile media fino a 0,423 m³ nel mese di agosto. Ma queste medie mensili non sono che delle medie e nascondono delle fluttuazioni più pronunciate sui brevi periodi o secondo le annate.